# Bundestagswahlkreis Neustrelitz – Strasburg – Pasewalk – Ueckermünde – Anklam
Der Wahlkreis Neustrelitz – Strasburg – Pasewalk – Ueckermünde – Anklam war ein Bundestagswahlkreis in Mecklenburg-Vorpommern. Er umfasste das Gebiet der damaligen Landkreise Neustrelitz, Ueckermünde, Pasewalk, Anklam und Strasburg.

## Geschichte
Der Wahlkreis wurde nach der Deutschen Wiedervereinigung für die Bundestagswahl 1990 neu gebildet und mit der Wahlkreisnummer 270 versehen.
Das Wahlkreisgebiet bestand bis zur Auflösung des Wahlkreises vor der Bundestagswahl 2002 unverändert. Es wurde schließlich auf die neu geschaffenen Wahlkreise Neubrandenburg – Mecklenburg-Strelitz – Uecker-Randow, Greifswald – Demmin – Ostvorpommern und Bad Doberan – Güstrow – Müritz verteilt.

## Abgeordnete
Direkt gewählte Abgeordnete des Wahlkreises waren:
| Jahr | Name           | Partei | Anteil der Erststimmen |
| ---- | -------------- | ------ | ---------------------- |
| 1998 | Frank Hempel   | SPD    | 35,7 %                 |
| 1994 | Susanne Jaffke | CDU    | 45,9 %                 |
| 1990 | Susanne Jaffke | CDU    | 43,3 %                 |